# Jonas Stenbäck
Jonas Stenbäck, född 6 december 1779 i Bäcke församling, Älvsborgs län, död 26 september 1865 i Steneby församling, Älvsborgs län, var en svensk präst.

## Biografi
Jonas Stenbäck föddes 1779 i Bäcke församling. Han var son till en bonde. Stenbäck blev 1802 student vid Uppsala universitet och prästvigdes 7 juni 1807. Han arbetade sedan som brukspredikant och skolmästare på Billingsfors bruk. Stenbäck avlade 1808 magisterexamen vid Lunds universitet och var notarie vid prästmötet 1811. Han avlade pastoralexamen 13 juni 1818 med betyget Approbatur cum laude. Stenbäck blev 16 januari 1822 kyrkoherde i Steneby församling, tillträdde 1 maj 1823 och blev 30 november 1830 honorärprost. År 1831 var han opponent vid prästmötet och blev 1832 ledamot av Sällskapet för växelundervisningens befrämjande. Stenbäck blev 20 november 1844 kontraktsprost i Norra Dals kontrakt. Han avled 1865 i Steneby församling.
Stenbäck invaldes 9 september 1812 som medlem i Götiska förbundet.

### Familj
Stenbäck gifte sig 1823 med Ulla Fryxell. Hon var dotter till kyrkoherden Matths Fryxell i Edsleskogs församling. De fick tillsammans barnen Eva Lovisa Stenbäck (född 1825), Karin Stenbäck (född 1827), Mathilda Stenbäck (född 1829), Sara Stenbäck (född 1831) och Ida Stenbäck (född 1832).